# Trinquet (esport)
El trinquet és el recinte en què es juga a la pilota valenciana. Hom sobreentén que és l'específic de l'Escala i corda i el Raspall, les dos modalitats professionals, però els frares castellonencs, les galotxetes de Monòver, i el de l'Abdet (de 1772), també reben el nom de trinquets malgrat ser diferents del més estès.

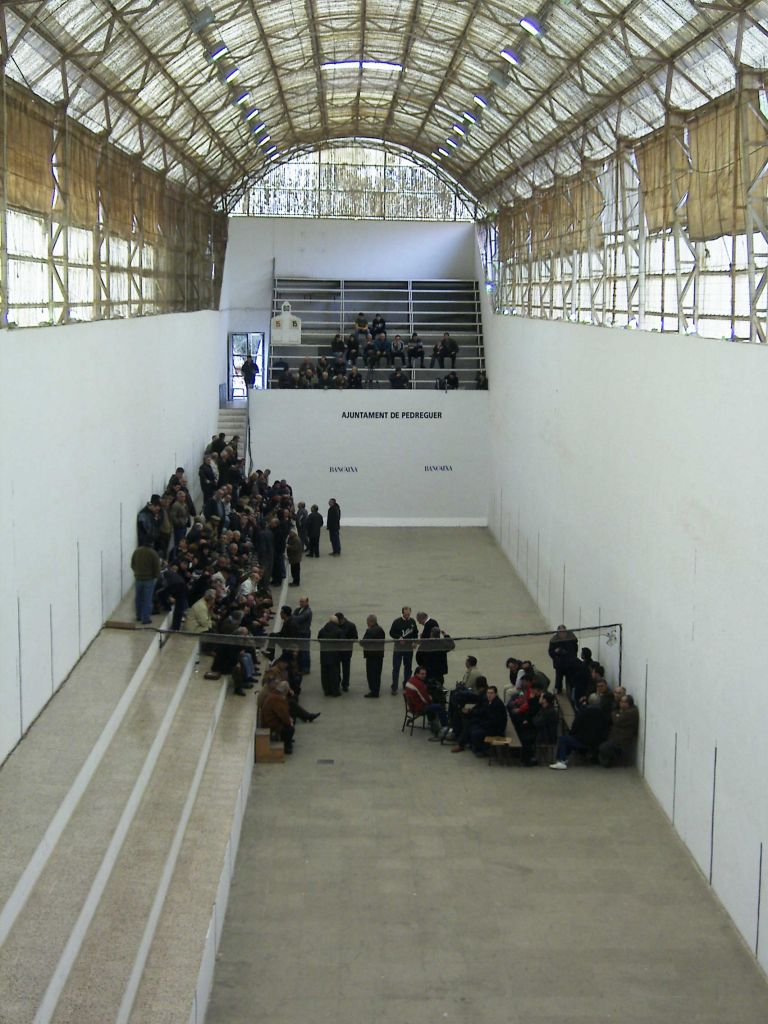
El trinquet de Pedreguer preparat per a jugar a Escala i corda

## El recinte
És una pista tancada de forma rectangular i grandària variable, encara que aquesta oscil·la aproximadament entre els 8,5 i 11 m d'ample i de 45 a 60 m de llarg. Totes les parets estan pintades de blanc per a contrastar amb el negre de la pilota de vaqueta.
Les parets més llargues, anomenades muralles, estan marcades per unes ratlles verticals (els blaus) numerades del zero al deu. Aquests blaus no tenen avui en dia cap funció, però en les modalitats antigues a ratlles s'aprofitaven com a fites on es produïa la ratlla (vegeu les Llargues).
Les parets més curtes, situades a l'esquena de qui fa el dau i de l'equip que fereix, es diuen frontons. Tenen una alçària entre 4 i 6 metres. La pilota que pegue als frontons podrà ser jugada de rebot, però sense que pegue un segon bot.
A sobre els frontons solen haver-hi les galeries, una mena de grada esglaonada per al públic. A més de les galeries també pot seure a les llotgetes, tant la de dalt com la de baix, són un espai reduït normalment reservat per a aficionats experimentats, car la pilota hi arriba sovint i, per tant, són un lloc perillós. Les llotgetes fan cantonada el frontó del dau amb la muralla de la dreta.
Les escales són quatre graons situats a la muralla de l'esquerra del dau. Entre tots l'alçada arriba als 2 m, el primer d'ells, el que s'alça del terra, és un poc més elevat que els altres, el frontal del qual rep el nom de careta. En el Raspall tota pilota que arriba a les escales està immediatament parada, ço és, s'atura el joc i es raspa la pilota des del centre de la pista a l'altura on s'ha aturat. En l'Escala i corda, però, la pilota pot rodar o botar per les escales i només estarà parada quan el públic, estàtic, impedisca el seu moviment, aleshores es farà la caiguda d'escala.
En les partides d'Escala i corda es col·loca una corda a 1,80 m d'alçada al mig del trinquet que el divideix en dues meitats: la del dau i la del rest. Aquesta corda, per dalt de la qual ha de passar la pilota, sol tenir una breu xarxeta per facilitar-ne la visió i unes campanetes que avisen quan la pilota ha tocat la corda, situació que és falta.
Sota la corda, i arran l'escala, hi ha una llosa de color diferent de les altres (o un cercle) que rep el nom de llosa o pedra. Marca el punt on el feridor ha de botar la pilota per ferir.
També en l'Escala i corda és fonamental el dau, un quadrat de vora 3 m pintat al terra situat en el cantó de les escales amb el frontó. A l'inici de cada quinze el feridor hi haurà de llençar la pilota després que aquesta bote a certa alçada de la muralla, si no cau a dins és falta, d'aquesta jugada se'n diu ferir.
Rematant els angles dels frontons amb el terra hi ha el tamborí, un bisell d'uns 45°, que es considera aire, és a dir, no es compta el bot que la pilota hi faça. Els tamborins afegeixen un element imprevist al recorregut de la pilota, ja que pot botar-hi i alçar el vol facilitant la jugada, o pegar a les juntes i caure ràpida i recta a terra sense donar temps de reacció.

## El públic

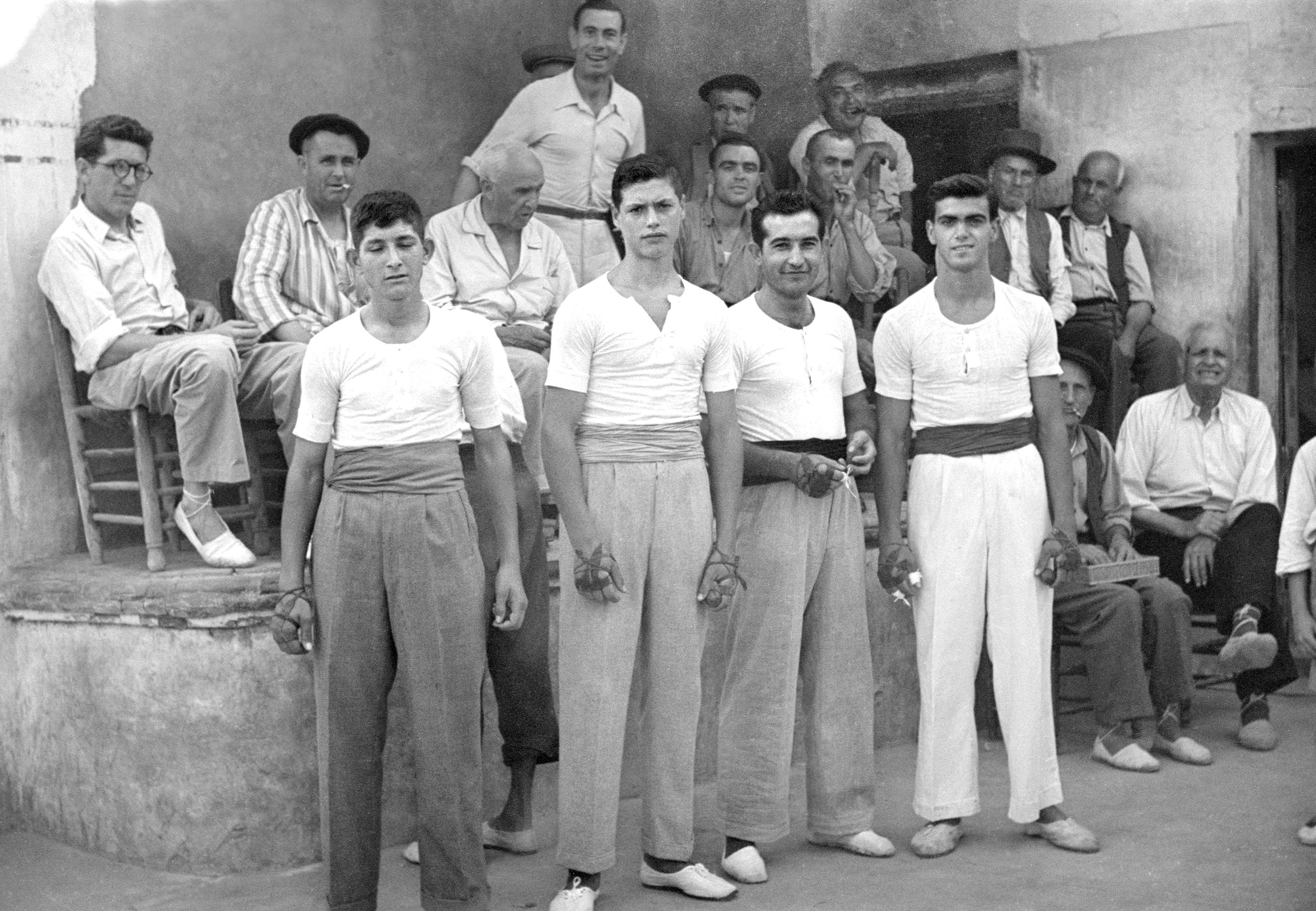
Pilotaris i públic al trinquet d'Alginet (1948)

Una de les característiques de la pilota valenciana és la proximitat del públic al joc, fins i tot estant-hi al mig.
Els aficionats poden escollir, quan entren al trinquet, on seure. Els més prudents podran veure la partida des de les galeries i els més valents podran seure a les llotgetes.
En la modalitat d'Escala i corda una quantitat mínima, però selecta podrà seure també sota la corda (1,80 m d'alçada) que divideix la pista en dues meitats.
Però la majoria del públic s'asseu a les escales. Al Raspall el públic sap que els pilotaris no hi volen enviar la pilota i s'hi sent segur. S'asseu, doncs, tot al llarg de les escales. En l'Escala i corda, però, només és permés de seure en la meitat de les escales corresponent al rest.

## Trinquets d'anomenada
Tots els trinquets són diferents: Tant en les mesures, com en el material de construcció de les parets o el terra, com en la forma de les llotgetes o l'alçada de les galeries. Així doncs, cadascun té unes característiques que el fan únic i faciliten o entorpeixen l'estil de cada pilotari.
Per exemple, d'un trinquet es pot dir que és mentider quan les parets són rugoses i els rebots n'ixen irregularment, o es pot dir que és un trinquet reboter quan és curt i les pilotes arriben fàcilment als frontons.
Per tant, al llarg del temps i de les partides els afeccionats i els mateixos jugadors han anat escollint i anomenant els seus trinquets preferits. D'entre els més destacats hi ha el Trinquet de Pelayo a València, on actualment es disputen les partides més importants d'Escala i corda, o el Trinquet El Zurdo de Gandia, conegut com la Catedral del Raspall.
El trinquet més antic dempeus és de l'Abdet, construït el 1772. És, però, una pervivència d'altres temps, tant en les mides (molt més reduïdes), com per la modalitat (Pilota grossa), una mena de Llargues en trinquet.

## Retransmissions televisives
Quan Canal 9 (i actualment Punt 2) començà a retransmetre partides de pilota valenciana en trinquet es trobà amb el problema de com visualitzar en tot moment una pilota rapidíssima de pocs centímetres de mida en un espai tancat de quasi 60 m de llarg, amb l'afegit que hi ha tot de públic enmig.
Una retransmissió normal disposa de 4 càmeres: una elevada a la llotgeta del dau i dos sota la corda (quan es juga a escala i corda), totes elles protegides per un voluntari que les escuda amb una fusta si la pilota de vaqueta hi va; per als plànols generals sol haver-hi una càmera a la galeria del dau o del rest. En cas que la partida siga de raspall les càmeres sota la corda són substituïdes per d'altres a l'escala, entre el públic.